# Anne Ottenbrite
Anne Ottenbrite, född 12 maj 1966 i Bowmanville i Ontario, är en kanadensisk före detta simmare.
Ottenbrite blev olympisk guldmedaljör på 200 meter bröstsim vid sommarspelen 1984 i Los Angeles.